# Parzonería General de Guipúzcoa y Álava
La Parzonería General de Guipúzcoa y Álava, también llamada Parzonería Mayor de Guipúzcoa (en euskera: Gipuzkoa eta Arabako Partzuergo Orokorra o Gipuzkoako Partzuergo Nagusia), es una entidad local de la provincia de Guipúzcoa que no posee el estatuto jurídico de municipio y que no está integrada en ningún término municipal.
Se trata de un territorio de monte sobre el que ejercen su condominio desde la Edad Media cuatro municipios de la comarca del Goyerri (en Guipúzcoa): Idiazábal, Segura, Ceráin y Cegama; y dos municipios de la Cuadrilla de Salvatierra (en Álava): San Millán y Aspárrena. Desde 1994 la Parzonería General de Guipúzcoa y Álava se encuentra englobada dentro del parque natural de Aizcorri-Araz.

## Etimología
La palabra parzonería es un localismo que se utiliza en las provincias de Guipúzcoa y Álava para referirse a unos condominios intermunicipales compuestos por territorios de monte. Se cree que el término es un galicismo proveniente de la palabra francesa parçonier (partícipe). Los pueblos que participan en la propiedad y disfrute de las tierras compartidas son parzoneros (partícipes) y la asociación de los parzoneros, y por extensión el territorio que forma el patrimonio de dicha asociación, reciben el nombre de parzonería. La traducción al euskera del término parzonería es partzuergo.
En la actualidad existen tres parzonerías en la provincia de Guipúzcoa. Una de ellas recibe el nombre de Enirio de Aralar, por el monte donde se ubica. Las otras dos, que son colindantes entre sí, reciben, respectivamente, el nombre de Parzonería General de Guipúzcoa y Álava y Parzonería de Guipúzcoa. Las dos tienen un origen común, pero se diferencian en que en la primera participan municipios guipuzcoanos y alaveses (de ahí su nombre), mientras que en la segunda solo participan los guipuzcoanos. Como la primera es además bastante mayor que la segunda, recibe también la denominación de Parzonería Mayor o Parzonería General.

## Geografía
La Parzonería General de Guipúzcoa y Álava es un territorio de unos 24,07 km² que se encuentra en la parte meridional de la provincia de Guipúzcoa, limitando con Navarra. Ocupa los montes de Altzania, San Adrián y Urbía. La Comunidad es, asimismo, propietaria del monte Oltza y, en tal condición, disfruta de sus recursos en hierbas y aguas, pero no de su cubierta forestal por haberla cedido a Legazpia en 1852 en virtud de diversos compromisos adquiridos con anterioridad.
La Parzonería es atravesada en uno de sus extremos por la vía férrea que une Madrid con Irún. Paralela a esta vía transcurre un tramo de la carretera local que une Cegama con la autovía A-1 a través del barrio de Otzaurte. El resto del territorio de la Parzonería General está exento de carreteras, aunque existen diversos caminos y vías forestales.

### Barrios
Hay media docena de casas en la parte más oriental de la Parzonería junto al puerto de Otzaurte y la carretera mencionada en el apartado anterior. Los habitantes de estas casas son considerados vecinos de Cegama a todos los efectos a pesar de vivir en territorio de la Parzonería General.
Por otro lado aparecen diseminadas por toda la Parzonería numerosas bordas, donde solían vivir los pastores largas temporadas.

### Localidades limítrofes
La Parzonería General de Guipúzcoa y Álava limita con Oñate al oeste; con Legazpia al noroeste, con Cegama al norte y con la Parzonería Menor de Guipúzcoa al noreste. También linda por el este en dos pequeños tramos con los municipios navarros de Alsasua y Olazagutía y en un tramo mucho mayor por el este y sudeste con el también navarro municipio de Ciordia. Por último, al sur limita con los municipios alaveses de Aspárrena, Zalduendo de Álava y San Millán.

## Historia
Las Parzonerías (tanto la General como la Menor) nacieron a principios del siglo XV. Su origen se debe a una donación de tierras y montes que recibió el 30 de marzo de 1401 Fernán Pérez de Ayala, merino mayor y corregidor en Guipúzcoa, por parte del rey Enrique III de Castilla. Unos meses más tarde, el 22 de junio de 1401, Pérez de Ayala vendió estas tierras a la villa de Segura por quinientos florines de oro del cuño de Aragón y dos piezas de paño. Esa escritura fue confirmada por el rey el 16 de septiembre de 1406.
En la escritura de compra-venta figura únicamente la villa de Segura, pero en aquel momento diversas aldeas estaban unidas a la villa de Segura, por lo que puede deducirse que Segura adquirió las tierras como cabeza de toda una serie de localidades de la comarca del Goyerri. Esto queda confirmado por un documento de 1430, en el que la universidad de Legazpia separa y amojona la parte que le correspondía de la compra de los montes, y en la que se indica que la compra había sido efectuada de forma común por la villa de Segura y las universidades de Legazpia, Idiazábal, Ceráin y Cegama. Separada la parte de Legazpia, a partir de 1430 el resto del monte queda como un condominio de las 4 poblaciones restantes.
En un principio todos los vecinos de los 4 pueblos parzoneros podían disfrutar libremente de los montes, obteniendo los recursos que necesitaran de los mismos, pero la sobreexplotación maderera obligó a poner limitaciones. Además se realizaron repoblaciones y se comenzó a cuidar el monte.
Por otro lado, posiblemente ya a lo largo del siglo XV se fueron alcanzando acuerdos con las poblaciones alavesas situadas al sur de la Parzonería (Hermandad de Aspárrena, Zalduendo de Álava, Hermandad de San Millán y Salvatierra) por los que éstas podían acceder también al disfrute de los bosques, montes y pastos de parte del territorio de la Parzonería. No está claro cómo se dio este proceso, ni en que época exacta, pero dio lugar a la división de la parzonería en dos sectores, uno principal sobre el que tenían derechos de disfrute tanto las 4 poblaciones guipuzcoanas, como sus vecinas alavesas (Parzonería General de Guipúzcoa y Álava); y otro sector más pequeño, el más oriental, sobre el que solo tenían derechos las 4 poblaciones guipuzcoanas (Parzonería Menor de Guipúzcoa). 
La villa alavesa de Salvatierra formó parte de la Parzonería de Guipúzcoa y Álava, pero la abandonó definitivamente en 1916.

## Economía
Las actividades económicas que se realizan en la Parzonería Menor son la explotación maderera y la ganadería.

## Administración
Como entidad administrativa ejerce las potestades y competencias que poseen los municipios. Se trata de un territorio compuesto por montes sobre el que ejercen la propiedad como condominio los cuatro municipios guipuzcoanos de Idiazábal, Segura, Ceráin y Cegama y los dos alaveses de Aspárrena y San Millán
El reparto de gastos y beneficios se lleva a cabo sobre la base de considerar el patrimonio dividido en 220 porciones: Segura dispone de 52,75, Idiazábal de 49,25, Cegama de 47, San Millán de 27,5, Aspárrena de 27,5 y Ceráin, de 10.
Otro municipio alavés, Zalduendo de Álava, participa de la comunidad con Aspárrena en lo que respecta al disfrute de ciertos recursos, aunque no tiene derecho a la participación en los beneficios del arbolado, ya que vendió su parte.
La sede de la Parzonería se encuentra en el ayuntamiento de Segura y su alcalde ejerce como presidente de la Parzonería General.

## Monumentos

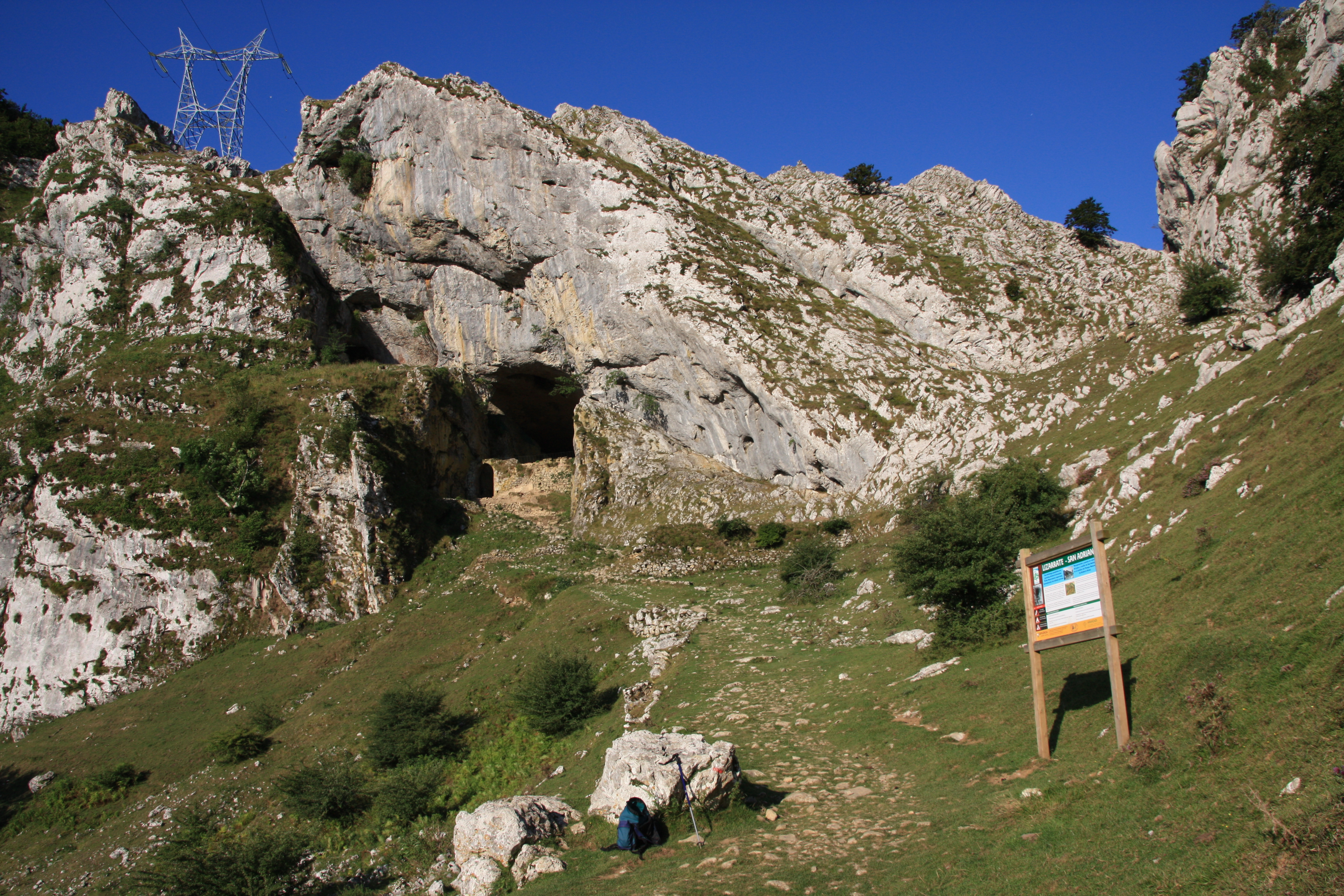
Entrada del Túnel de San Adrián.

Dentro del territorio de la Parzonería se encuentra el Túnel de San Adrián. Este túnel situado a casi 1000 metros de altitud sirve para salvar el paso del cresterio que separa la línea divisoria de aguas. Por ella pasaba la que hasta el primer tercio del siglo XIX fue la principal arteria de comunicación de la ruta Francia-Guipúzcoa-Castilla. En el interior del túnel natural, que tiene 57 metros de longitud, existe una ermita dedicada a San Adrián, que fue reconstruida en 1894. La calzada y el paso por la cueva-túnel remonta su origen al menos al tiempo del Camino de Santiago medieval. En 2015 el Túnel de San Adrián fue incluido en la lista del Patrimonio de la Humanidad  como parte de la extensión del sitio Caminos de Santiago en España, al ser añadidos puntos emblemáticos de los denominados Caminos del Norte.

### Monumentos religiosos
- Ermita de San Adrián (San Adrian Baseliza): ermita situada en el interior del túnel.

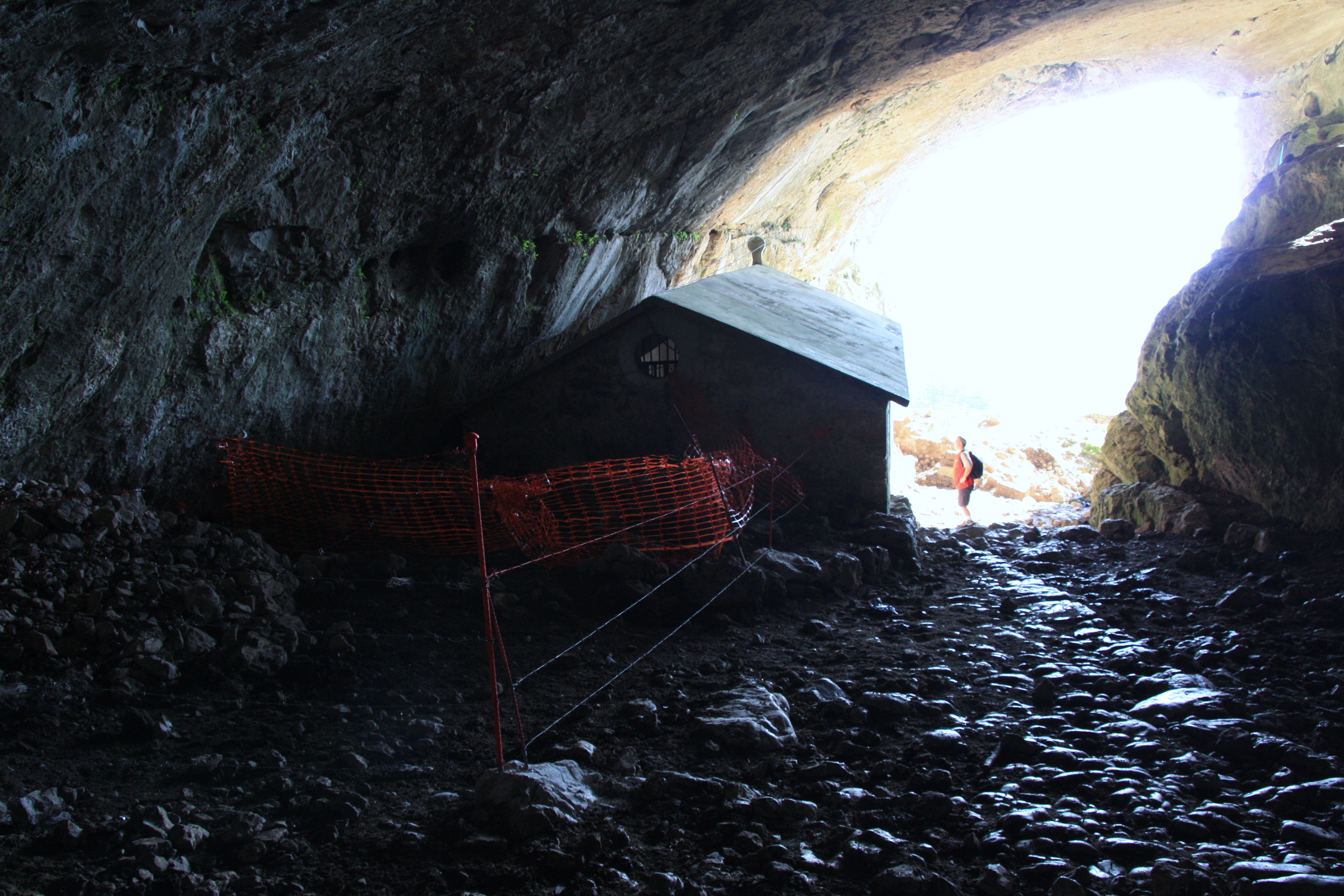
Ermita de San Adrián en el interior del túnel.

## Gastronomía
Las Parzonerías y Enirio de Aralar son zonas tradicionales de pastoreo ovino. Es en estas zonas y en los pueblos de las inmediaciones donde se elabora el Queso de Idiazábal.